# Setouchmax
Setouchmax – statek o maksymalnych wymiarach gabarytowych umożliwiających zawinięcie do portów leżących nad Wewnętrznym Morzem Japońskim.
Wielkość statku ograniczona jest długością wynoszącą 299,9 metrów i zanurzeniem 16,10 m. Statki tej wielkości zalicza się do klasy capesize. Obecnie teoretyczne wielkości wymiarów statków przedstawiają się następująco:
- zanurzenie 16,10 m
- szerokość 50 m
- długość 299,9 m
- nośność 205 tysięcy DWT.